# 響橋
響橋（ひびきばし）は、横浜市鶴見区東寺尾北台-北寺尾にかかる横浜市道85号鶴見獅子ヶ谷通り（水道道）の陸橋である。下を国道1号（第二京浜国道）が通る。その形状から、めがね橋とも呼ばれる。なお、橋のすぐ下にある横浜市営バスの停留所名では「東寺尾陸橋下」となっている。

## 概要
横浜市鶴見区寺尾地区に広がる台地を南北に掘割で貫く第二京浜の上にかかり、台地を東西に結ぶ橋である。第二京浜は長い坂の頂点付近でこの橋と交わっている。後述するように、第二京浜ランドマークのひとつである。「響橋」の名は、橋下を通行するとコンクリート製のアーチに音が反響することから名づけられた。
横浜市認定歴史的建造物、かながわの橋100選、土木学会選奨土木遺産認定の橋梁である。

### 諸元
- 構造形式 - 鉄筋コンクリート製アーチ橋
- アーチ高 - 約13メートル
- 橋長 - 48メートル
- 設計者 - 今井兼次、内務省横浜土木出張所新京浜国道事務所
- 内務省直営工事
- 実施設計　渡辺正春、内務省土木局
- 竣工- 1941年（昭和16年）

## 歴史
響橋は、1940年に開催予定であった東京オリンピックにおけるマラソンコースの折返し地点として想定されており、ランドマークとなるよう建設された。

### 年表
- 1941年（昭和16年） - 竣工。
- 1991年（平成3年） - かながわの橋100選に認定。
- 2001年（平成13年） - 横浜市歴史的建造物に認定。
- 2016年（平成28年） - 土木学会選奨土木遺産に選ばれる[1]。

## アクセス
- 鶴見駅西口から川崎鶴見臨港バスで「二本木」もしくは「東寺尾」下車（橋上）。
- 鶴見駅東口、川崎駅西口から横浜市営バスで「東寺尾陸橋下」下車（橋下）。

## 響橋が登場する作品
- フランク永井の「夜霧の第二国道」は、第二京浜国道。歌詞に具体的な橋の名称は登場しない。
- ザ・ドリフターズの映画「正義だ!味方だ!全員集合!!」（1975年松竹）
- 手塚治虫の「バンパイヤ」（原作漫画、ドラマともに）